# Hans-Joachim Paul
Hans-Joachim Paul (* 5. Januar 1921 in Dresden; † 2. Februar 1975 ebenda) war ein deutscher Ingenieur und Politiker der DDR-Blockpartei LDPD.

## Leben
Nach dem Schulbesuch, den er mit dem Abitur abschloss, studierte Paul zunächst von 1939 bis 1941 an der TH Dresden. Es ist davon auszugehen, dass er anschließend zum Kriegsdienst eingezogen wurde. 1945 nach Dresden zurückgekehrt, arbeitete Paul zunächst als Vermessungsingenieur im Stadtvermessungsamt Dresden, zu dessen Leiter er 1950 ernannt wurde. Da er 1948 in die LDPD eintrat und bis dahin noch kein Ingenieursdiplom hatte, ist davon auszugehen, dass er nunmehr 1951 für ein erneutes Studium an der TH Dresden zugelassen wurde, welches er berufsbegleitend 1954 als Diplom-Vermessungsingenieur abschloss. 1956 übernahm Paul die Leitung der Zentralstelle für internationale Dokumentation am Geodätischen Institut der Technischen Hochschule/Universität Dresden. Er war 1963 der Begründer der Internationalen Dokumentation „Bibliographica Geodaetica“, die er bis 1974 herausgab. 1964 wurde Paul eine Dozentur am Institut für Arbeitsökonomik der Karl-Marx-Universität Leipzig übertragen. 1965 promovierte Paul mit dem Thema  Geodätische Information und Dokumentation, ein wissenschaftliches Problem.
Paul lebte in Wurgwitz im Kreis Freital starb 1975 bereits im Alter von 54 Jahren.

## Politik
1948 wurde er Mitglied der in der Sowjetischen Besatzungszone neugegründeten LDPD. 1971 nominierte die LDPD Paul zu den Wahlen zur Volkskammer der DDR. Er wurde als Abgeordneter gewählt und war bis zu seinem frühen Tod 1975 Mitglied der LDPD-Fraktion in der Volkskammer.